# Vito Fazio-Allmayer
Vito Fazio-Allmayer (Palermo, 21 novembre 1885 – Pisa, 14 aprile 1958) è stato un filosofo e pedagogista italiano.
Fu insieme a Giovanni Gentile, e altri filosofi, uno degli esponenti di spicco della corrente filosofica detta attualismo.

## Biografia
Nacque a Palermo da Giuseppe Emanuele Fazio, originario di Alcamo (ex garibaldino e in servizio presso il Museo nazionale di Palermo) e da Felicina Allmayer, di origine tedesca, ma residente in Italia.
Fin da ragazzo si interessò alla storia dell'arte; a 23 anni si laureò in giurisprudenza ma poiché era appassionato alla filosofia, iniziò subito gli studi filosofici e a frequentare la Biblioteca filosofica di Palermo, dove ebbe modo di conoscere Giovanni Gentile.
Nel 1910 l'Allmayer si laureò in filosofia e iniziò la carriera come professore: nel 1914 passò al liceo "Umberto I" di Palermo, dove cominciò la sua ricca produzione saggistica che lo rese famoso in Italia.
La sua carriera continuò a Roma; subito dopo la caduta del fascismo, nel novembre 1943, il Fazio-Allmayer fu sospeso dall'insegnamento; per essere reintegrato dopo la fine della guerra.
Dopo un periodo travagliato della sua vita,  negli anni Cinquanta riprese la molteplice attività di saggista e critico, oltre che di docente.
Nel 1915 si era sposato con Concettina Carta, con cui ebbe tre figli. Nel 1953, rimasto vedovo, si sposò in seconde nozze con Bruna Boldrini che, conosciuta col cognome acquisito, è stata tra i maggiori critici del Fazio e ne ha promosso un'edizione completa delle Opere (I-XXII, Firenze 1969-1991).
L'Allmayer, colpito da infarto tre anni prima,  morì a Pisa nel 1958.
In memoria di questo insigne filosofo e pedagogista di origine alcamese, il Liceo Statale delle Scienze Umane, Economico Sociale, Linguistico, Musicale (ed autorizzato per le Arti coreutiche) è stato intitolato al suo nome.

### Carriera
- 1910: Professore presso il liceo di Matera.
- 1911: professore al liceo di Agrigento, vinse nello stesso anno una borsa di studio per perfezionamento presso l'università di Roma.
- 1914: docente presso il liceo "Umberto I" di Palermo.
- 1918: libero docente di storia della filosofia a Roma.
- 1919: trasferito a Palermo, fu condirettore del Giornale critico della filosofia italiana, fondato da Gentile e diretto dallo stesso prima di essere ministro.
- 1921-1922: docente di filosofia presso l'università di Palermo.
- 1922-1924: docente di storia della filosofia (con corsi su Bacone e sui sofisti e Platone) presso l'Università di Roma, in sostituzione di Gentile e incaricato di pedagogia al magistero di Roma.
- 1924: collaboratore di Gentile per la riforma scolastica e, con l'incarico di ispettore centrale degli istituti medi di istruzione, ebbe affidata la redazione dei programmi della scuola media.
- 1925: professore non stabile di storia della filosofia medievale e moderna.
- 1929: ebbe la cattedra di filosofia teoretica in sostituzione di Pantaleo Carabellese.
- 1939: preside della facoltà di lettere.
- 1925-1931: commissario per l'amministrazione straordinaria della sezione arti decorative, annessa alla Scuola artistica e industriale di Palermo.
- dal 1931 in poi: commissario governativo per l'Accademia di Belle Arti.
- 1943: sospeso dall'insegnamento e reintegrato dopo la fine della guerra.
- 1951: cattedra di storia della filosofia dell'università di Pisa.
- 1954: direttore dell'istituto di filosofia.

## Pensiero filosofico
Il tramonto del Positivismo e l'amicizia con Gentile lo portarono a un impegno ideologico a favore dell'attualismo che sembrava poter portare a un rinnovamento culturale e civile; secondo l'attualismo, era l'atto del pensare in quanto percezione, e non il pensiero creativo in quanto immaginazione, a definire la realtà.
Assieme a Gentile e Guido De Ruggiero, fu uno dei sostenitori di quell'attualismo che "aveva tutta la seduzione romantica e tutta la fiducia ottimistica a trarre a sé... i migliori dei giovani scontenti, quelli che non si muovevano verso D'Annunzio o Marinetti", e nel 1914-15 appoggiò apertamente, anche con conferenze, l'intervento dell'Italia nel conflitto mondiale, ma venne riformato alla visita militare.
Nelle parole di Bruna Boldrini, moglie del filosofo, che tendeva a sottolineare la sostanziale autonomia della ricerca del Fazio dalla metafisica di Gentile, il Fazio-Allmayer giunge a giustificare l'esperienza storica come vita concreta, in cui le molteplici e diverse forme confluiscono in un rapporto intersoggettivo, sintesi etico-estetica, nella specificità di ciascuna (p. 35).
D'altronde, anche Benedetto Croce, fin dal 1922, in una recensione del saggio Contributo alla teoria della storia dell'arte (poi in Opere, IV, pp. 103-113), metteva in dubbio che si potesse parlare ancora di idealismo attuale per il Fazio.
Nel secondo dopoguerra, in un momento denigratorio dell'idealismo, e maggiormente dell'attualismo, che era accusato di connivenza col fascismo, la posizione del Fazio fu di aperta difesa dell'attualismo e di un fedele sviluppo del proprio pensiero.

### Insegnare è non morire
Insegnare vuol dire non morire, ma entrare in un processo di vita che ci precede e ci prosegue nel tempo: su questa certezza di Vito e Bruna Fazio-Allmayer, si basa una spinta pedagogica di tipo socratico, per cui il maestro si sente un uomo tra uomini, lui più esperto, e loro più giovani, ma protesi verso il nuovo.
L'educatore, nel suo farsi persona, diventa storico di se stesso, nel rapporto con i propri alunni li deve riconoscere nella loro singolarità, piuttosto che livellarli. Aprirsi agli altri è il contributo al vivere: allorché viene meno questo senso di solidarietà col tutto, si crea in noi il disagio dell'angoscia.
Quindi il senso della vita è quello della speranza e dell'amore: gli altri individui non sono antitetici al proprio io, ma un indispensabile sbocco del proprio io. Ognuno di noi si fa compossibile agli altri per ciò che dà e per quello che ripiglia dagli altri, così il particolare si risolve nell'universale e quest'ultimo nel particolare.
Per Vito Fazio-Allmayer la speranza è nella certezza che il futuro è nel presente: sono vecchi, quindi, gli insegnanti che, presi dal passato, trovano disprezzabile tutto ciò che si produce nel presente, e sciocchi i giovani, e sbagliato ogni nuovo pensiero. La scuola è vecchia se non riesce a vedere il mondo nuovo e in rinnovamento; l'insegnante che si racchiude nelle memorie del passato, manifesta la malattia mortale che si chiama vecchiaia.

### Fondazione
La Fondazione Nazionale "Vito Fazio-Allmayer” è sorta a Palermo nel 1975, creata da Fanny Giambalvo e Bruna Fazio-Allmayer, che venne in Sicilia dalla Toscana per insegnare Filosofia morale e Storia della Pedagogia; tale istituzione è stata fondata per onorare il ricordo del marito e per suscitare nelle giovani generazioni l'interesse per la filosofia.

## Opere
- Su: La Sicile illustrée, articoli e saggi (1905-1908)
- Su: Rassegna d'arte, articoli e saggi (1905-1908)
- Studi sul pensiero antico; Sansoni, 1974
- Galileo Galilei; R. Sandron, 1911
- Galileo Galilei, Palermo 1912, poi in Opere, X, pp. 51-209;
- Galileo Galilei; Sansoni, 1975
- Novum organum: Bacon, Francis; Laterza & Figli, 1912
- Dell'anima Aristoteles; Laterza, 1912
- la formazione del problema kantiano, in Annali della Bibl. filosofica di Palermo, 1912, fasc. I, pp. 43-89, poi in Opere, IV, pp. 191-235)
- La scuola popolare e altri discorsi ai maestri: 1912 e 1913; Francesco Battiato, 1914
- Introduzione allo studio della storia della filosofia; Zanichelli; 1921
- Materia e sensazione (Sandron, Palermo 1913, poi in Opere, II)
- Materia e sensazione; Sansoni, 1969
- Introduzione alla filosofia; Sansoni, 1970
- La teoria della libertà nella filosofia di Hegel (Messina 1920, poi in Opere, XIV)
- Saggio su Francesco Bacone (Palermo 1928, poi in Opere, XI)
- Saggio su Francesco Bacone; 1979
- Il problema morale come problema della costituzione del soggetto, e altri saggi (Firenze, Le Monnier, 1942, poi in Opere, IV, pp. 952)
- Il problema morale come problema della costituzione del soggetto e altri saggi; Sansoni, 1971
- Il significato della vita; Sansoni, 1955
- Il significato della vita; 1988
- Divagazioni e capricci su Pinocchio; G.C. Sansoni, 1958
- Divagazioni e capricci su Pinocchio; Fondazione nazionale Vito Fazio-Allmayer, 1989
- Ricerche hegeliane; G. C. Sansoni, 1959
- Ricerche hegeliane; Fondazione nazionale Vito Fazio-Allmayer, 1991
- Storia della filosofia; G.B. Palumbo, 1942
- Storia della filosofia; Sansoni, 1981
- I vigenti programmi della scuola elementare: Commento e interpretazione; Firenze, F. Le Monnier, 1954
- Morale e diritto; Sansoni, 1955
- Discorsi, lezioni; Sansoni, 1983
- Saggi e problemi; Sansoni, 1984
- Recensioni e varie, 1986
- La Pinacoteca del Museo di Palermo e altri saggi; notizie dei pittori palermitani, Palermo 1908
- Prolusioni e discorsi inaugurali; Sansoni, 1969
- Alcune lezioni edite e inedite; Sansoni, 1982
- Alcune lezioni edite e inedite; Sansoni, 1983
- Spunti di storia della pedagogia
- Moralita dell'arte: rievocazione estetica e rievocazione suggestiva (con 53 postille); Sansoni, 1953
- Moralita dell'arte e altri saggi; Sansoni. 1972
- Logica e metafisica; Sansoni, 1973
- La storia; Sansoni, 1973
- Lettere a Bruna; Fondazione nazionale Vito Fazio-Allmayer, 1992
- Lettere a Gentile; Fondazione nazionale Vito Fazio-Allmayer, 1993
- Introduzione allo studio della storia della filosofia e della pedagogia; Sansoni, 1979
- La teoria della liberta' nella filosofia di Hegel; Giuseppe Principato, 1920
- Opere; Sansoni, 1969
- Commento a Pinocchio; G. C. Sansoni, 1945
- Il problema Pirandello; Firenze, Belfagor, 1957